# Współczynnik wagowy promieniowania
Współczynnik wagowy promieniowania {\displaystyle w_{R}} – mnożnik dawki pochłoniętej, pozwalający uwzględnić różnice w skutkach biologicznych poszczególnych rodzajów promieniowania jonizującego na organizmy żywe i obliczyć równoważnik dawki pochłoniętej
Wartości współczynników wagowych dla poszczególnych rodzajów promieniowania przedstawia poniższa tabela. Wartości te są zaleceniem ICRP 60. Wartości mogą się różnić w poszczególnych krajach w zależności od lokalnych regulacji prawnych.
| Rodzaj promieniowania                               | Energia         | Współczynnik wagowy {\displaystyle w_{R}} |
| --------------------------------------------------- | --------------- | ----------------------------------------- |
| fotony (Promieniowanie rentgenowskie, γ)            |                 | 1                                         |
| elektrony (Promieniowanie β), pozytony i miony      |                 | 1                                         |
| neutrony                                            | < 10 keV        | 5                                         |
| neutrony                                            | 10–100 keV      | 10                                        |
| neutrony                                            | 100 keV – 2 MeV | 20                                        |
| neutrony                                            | 2–20 MeV        | 10                                        |
| neutrony                                            | > 20 MeV        | 5                                         |
| protony (mniejsze energie podobnie jak neutrony)    | > 2 MeV         | 5                                         |
| cząstki α, fragmenty rozszczepień, ciężkie nukleony |                 | 20                                        |